# Patinaje en los Juegos Suramericanos de 2010
Se detallan los resultados de las competiciones deportivas para la especialidad de Patinaje
en los IX Juegos Suramericanos.

## Patinaje de velocidad
El campeón de la especialidad Patinaje de velocidad fue  Colombia.

### Medallero
Los resultados del medallero por información de la Organización de los Juegos Medellín 2010
fueron:

#### Medallero total
País anfitrión en negrilla. La tabla se encuentra ordenada por la cantidad de medallas de oro.
| Núm.  | País      | Oro | Plata | Bronce | Total | Orden por Total |
| ----- | --------- | --- | ----- | ------ | ----- | --------------- |
| 1     | Colombia  | 23  | 13    | 5      | 41    | 1               |
| 2     | Chile     | 1   | 6     | 6      | 13    | 2               |
| 3     | Argentina | 0   | 4     | 6      | 10    | 3               |
| 4     | Ecuador   | 0   | 1     | 4      | 5     | 4               |
| 5     | Venezuela | 0   | 0     | 3      | 3     | 5               |
| TOTAL | TOTAL     | 24  | 24    | 24     | 72    |                 |

Fuente: Organización de los IX Juegos Suramericanos Medellín 2010.

#### Medallero por género
País anfitrión en negrilla. La tabla se encuentra ordenada por la cantidad de medallas de oro.
| Clasificación por Oro | País      | Hombres | Hombres | Hombres | Hombres | Mujeres | Mujeres | Mujeres | Mujeres | Mixtos | Mixtos | Mixtos | Mixtos | TOTAL | Clasificación por Total |
| Clasificación por Oro | País      |         |         |         | Total   |         |         |         | Total   |        |        |        | Total  | TOTAL | Clasificación por Total |
| 1                     | Colombia  | 11      | 6       | 2       | 19      | 12      | 7       | 3       | 22      | 0      | 0      | 0      | 0      | 41    | 1                       |
| 2                     | Chile     | 1       | 3       | 3       | 7       | 0       | 3       | 3       | 6       | 0      | 0      | 0      | 0      | 13    | 2                       |
| 3                     | Argentina | 0       | 2       | 1       | 3       | 0       | 2       | 5       | 7       | 0      | 0      | 0      | 0      | 10    | 3                       |
| 4                     | Ecuador   | 0       | 1       | 3       | 4       | 0       | 0       | 1       | 1       | 0      | 0      | 0      | 0      | 5     | 4                       |
| 5                     | Venezuela | 0       | 0       | 3       | 3       | 0       | 0       | 0       | 0       | 0      | 0      | 0      | 0      | 3     | 5                       |
| TOTAL                 | TOTAL     | 12      | 12      | 12      | 36      | 12      | 12      | 12      | 36      | 0      | 0      | 0      | 0      | 72    |                         |

Fuente: Organización de los IX Juegos Suramericanos Medellín 2010.

## Patinaje artístico
El campeón de la especialidad Patinaje artístico fue  Brasil.

### Medallero
Los resultados del medallero por información de la Organización de los Juegos Medellín 2010
fueron:

#### Medallero total
País anfitrión en negrilla. La tabla se encuentra ordenada por la cantidad de medallas de oro.
| Núm.  | País      | Oro | Plata | Bronce | Total | Orden por Total |
| ----- | --------- | --- | ----- | ------ | ----- | --------------- |
| 1     | Brasil    | 3   | 4     | 0      | 7     | 2               |
| 2     | Argentina | 3   | 1     | 3      | 7     | 2               |
| 3     | Colombia  | 2   | 2     | 5      | 9     | 1               |
| 4     | Uruguay   | 0   | 1     | 0      | 1     | 3               |
| TOTAL | TOTAL     | 8   | 8     | 8      | 24    |                 |

Fuente: Organización de los IX Juegos Suramericanos Medellín 2010.

#### Medallero por género
País anfitrión en negrilla. La tabla se encuentra ordenada por la cantidad de medallas de oro.
| Clasificación por Oro | País      | Hombres | Hombres | Hombres | Hombres | Mujeres | Mujeres | Mujeres | Mujeres | Mixtos | Mixtos | Mixtos | Mixtos | TOTAL | Clasificación por Total |
| Clasificación por Oro | País      |         |         |         | Total   |         |         |         | Total   |        |        |        | Total  | TOTAL | Clasificación por Total |
| 1                     | Brasil    | 2       | 3       | 0       | 5       | 1       | 1       | 0       | 2       | 0      | 0      | 0      | 0      | 7     | 2                       |
| 2                     | Argentina | 2       | 0       | 0       | 2       | 1       | 1       | 3       | 5       | 0      | 0      | 0      | 0      | 7     | 2                       |
| 3                     | Colombia  | 0       | 1       | 4       | 5       | 2       | 1       | 1       | 4       | 0      | 0      | 0      | 0      | 9     | 1                       |
| 4                     | Uruguay   | 0       | 0       | 0       | 0       | 0       | 1       | 0       | 1       | 0      | 0      | 0      | 0      | 1     | 3                       |
| TOTAL                 | TOTAL     | 4       | 4       | 4       | 12      | 4       | 4       | 4       | 12      | 0      | 0      | 0      | 0      | 24    |                         |

Fuente: Organización de los IX Juegos Suramericanos Medellín 2010.